# فرانك لويس (مصارع رياضي)
فرانك لويس (بالإنجليزية: Frank Lewis)‏ هو مصارع رياضي أمريكي، ولد في 6 ديسمبر 1912 في تكساس في الولايات المتحدة، وتوفي في 16 أغسطس 1998 في أوكلاهوما في الولايات المتحدة.

## وصلات خارجية
- فرانك لويس على موقع أوليمبيديا (الإنجليزية)